# Telestes montenigrinus
Telestes montenigrinus är en fiskart som först beskrevs av Vukovic, 1963.  Telestes montenigrinus ingår i släktet Telestes och familjen karpfiskar. IUCN kategoriserar arten globalt som livskraftig. Inga underarter finns listade i Catalogue of Life.